# Station Gazeran
Station Gazeran is een spoorwegstation in de Franse gemeente Gazeran.